# Atlético Clube Colatinense
O Atlético Clube Colatinense, ou simplesmente Colatinense, foi um clube de futebol brasileiro de Colatina no estado do Espírito Santo fundado em 1 de setembro de 1919. Seu maior rival na cidade era o Vila Nova. Em 1954 foi goleado por 10 a 0 para o Vasco da Gama do Rio de Janeiro em amistoso no Estádio Justiniano de Mello e Silva em Colatina.
Em 2005 foi fundado o Clube Atlético Colatinense em homenagem ao clube, inclusive utilizando as mesmas cores do alvinegro.